# Marquesado de Mochales
El marquesado de Mochales  es un título nobiliario español creado por el rey Alfonso XII el 17 de diciembre de 1878 a favor de Francisco Javier López de Carrizosa y Pavón, y marqués de Casa Pavón Su nombre se debe a la localidad de Mochales en la Provincia de Guadalajara.

## Marqueses de Mochales
- Francisco Javier López de Carrizosa y Pavón (Jerez de la Frontera, 21 de abril de 1825-Jerez de la Frontera, 3 de noviembre de 1882), I marqués de Mochales, VIII marqués de Casa Pavón[1] y senador vitalicio (1864-1868).[2]

Casó con María del Rosario de Giles y Rivero (n. Jerez c. 1837). En 1883, sucedió su hijo:

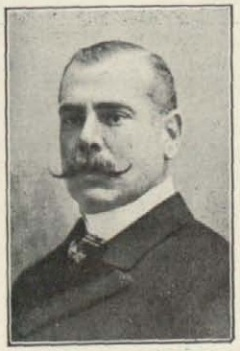
Retrato del II marqués de Mochales; fotografía de Manuel Compañy (c. 1908)

- Miguel López de Carrizosa y de Giles (Jerez de la Frontera, 1857-Madrid, julio de 1919),[3] II marqués de Mochales[1][4] y X marqués de Casa Pavón en sucesión de su hermano fallecido, Francisco Xavier López de Carrizosa y Giles.[5] Fue ministro de Abastecimientos, director general de Correos y Propiedades, subsecretario de Hacienda y vicepresidente del Congreso, senador del Reino vitalicio, diputado a Cortes por Jerez de la Frontera, vicepresidente de la Junta de Arancelas, vocal de Instituto de Reformas Sociales y de la Comisaría general de Seguros.

Casó, el 25 de abril de 1882, con María de los Dolores Elduayen Martínez Enríguez (Vigo, 13 de febrero de 1860-1 de febrero de 1929), VIII marquesa de Mos, II marquesa del Pazo de la Merced, XI, marquesa de Valladares, grande de España. Sin descendientes. Le sucedió, en 10 de enero de 1920, su hermano:
- José María López de Carrizosa y de Giles (Jerez de la Frontera, 15 de enero de 1860-Jerez de la Frontera, 1 de septiembre de 1920), III marqués de Mochales,[1] XI marqués de Casa Pavón, I marqués de Casa Bermeja.

Casó, 16 de mayo de 1903, con Inés Ponce de León y León. En 1987, por rehabilitación, sucedió:
Rehabilitación en 1987
- Juan Pedro Niembro López de Carrizosa, IV marqués de Mochales.[1][7][b]

Sucedió, en 1994, su hija:
- Vanesa Olga Niembro y de Paz (1972- ), V marquesa de Mochales.[1][9]